# Bevagna

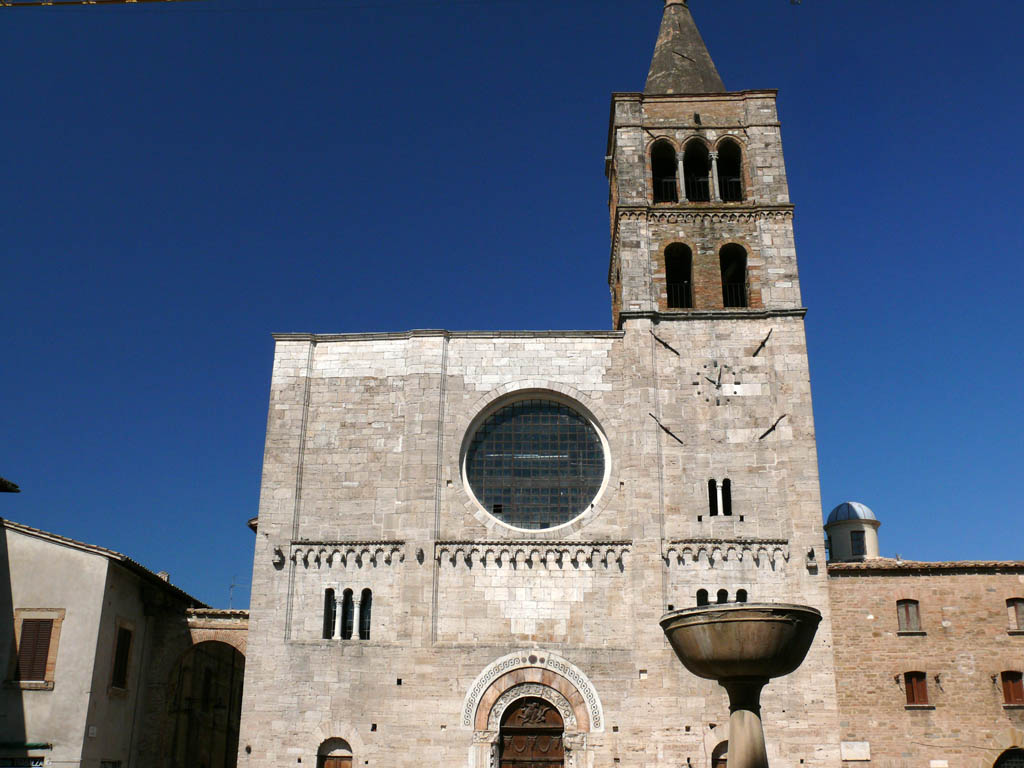
Kościół w Bevagna

Bevagna – miejscowość i gmina we Włoszech, w regionie Umbria, w prowincji Perugia.
Według danych na rok 2004 gminę zamieszkiwały 4794 osoby, 85,6 os./km².

## Współpraca
Miejscowość partnerska:
- Manage, Belgia